# خيط القدر الأحمر
خيط القدر الأحمر (باليابانية: 運命の赤い糸) ويسمى أيضًا بخيط الزواج الأحمر. معتقد من شرق آسيا، مصدره أسطورة صينية. وفقاً لهذه الأسطورة، تقوم الآلهة بربط خيط غير مرئي حول رقبة من يقدّر لهم أن يلتقوا في ظروف معينة أو مساعدة بعضهم البعض بطريقة معينة. الإله المسؤول عن خيط القدر الأحمر يدعى يوي لاو (月下老人 - Yuè Lǎo) وهو المسؤول عن ارتباط الأشخاص. الشخصان المرتبطان بالخيط الأحمر مقدر لهما أن يكونا حبيبين بغض النظر عن المكان أو الزمان أو الظروف، قد يتشابك الخيط السحري أو يتمدد ولكنه لا ينقطع، وفي الثقافة اليابانية الخيط يكون مربوطًا باصبع الخنصر.

## المأثورات الشعبية
تتحدث الأسطورة الصينية عن رجل مسن تحت ضوء القمر أثناء فترة سلالة تانغ الصينية. يحكى أن صبي يدعى وي غو كان مارًّا من مدينة سونغ شينغ فرأى رجلاً مسنًّا يتكّئ على حقيبة ظهره ويقرأ كتابًا تحت ضوء القمر، اندهش وي غو وسأله ماذا يفعل، فأجابه الرجل المسن بأنه يقرأ كتابًا عن الارتباط ويسجل فيه من سيتزوج بمن ويحمل في حقيبة ظهره خيوط القدر الحمراء لربط العقد بأقدام الأزواج. عندما وصل الصبي والرجل المسن إلى السوق رأى إمراة عمياء تحمل فتاة تبلغ الثالثة، أخبر الرجل المسن وي غو أن تلك الفتاة ستصبح زوجته في المستقبل. لم يصدقه وي غو وأمر خادمه بأن يقوم بطعن الفتاة بسكينه. بعد أربعة عشر عاما قام حاكم منطقة سينغ يانغ وانغ تاي بعرض ابنته على وي غو للزواج، كان يواجه صعوبة في اختيار شريك مناسب ذو رتبة عالية لابنته؛ بالرغم من أنها كانت صغيرة السن وجميلة، كانت تواجه صعوبة في التحرك وتحمل ندبة كبيرة على ظهرها، عندما سألها وي غو عن السبب اخبرته انها تعرضت للطعن قبل أربعة عشر عاما من قبل رجل في السوق. وبعد عشر سنوات رزق بثلاثة أبناء وطلب من الرجل المسن بأن يقوم بعقد خيط القدر لابنته وابنيه، لكن الرجل المسن رفض ان يجد أزواجاً لأبنائه. أمضى وي غو عدة أمضى في محاولة إيجاد ازواج مناسبين لابنائه والصدف التي واجهته أثناءها منعته من ترتيب زواج لهم.